# Live! Tonight! Sold Out!!
Live! Tonight! Sold Out!! es un video en VHS de la banda de grunge Nirvana lanzado el 15 de noviembre de 1994. Kurt Cobain, líder de la banda, compiló buena parte del video, pero no lo completó debido a su muerte. Los miembros restantes de la banda, Dave Grohl y Krist Novoselic trabajaron junto al director Kevin Kerslake (que dirigió 4 videos de la banda) para finalizar el video, intentando en lo posible acercarse en la visión de Cobain.
Mucho del material en vivo es de 1991 (año en que la banda saltó a la fama) y 1992. El material más reciente era del 23 de enero de 1993 en Río de Janeiro, Brasil. Aparentemente Cobain no fue capaz de añadir material de la era In Utero (de 1993 a comienzos de 1994). Un mensaje aparece al comienzo del filme para advertir que debido a las circunstancias de la muerte de Cobain nunca fue completado.

## Momentos memorables
Algunos momentos "memorables" incluyen:
- Una versión de "Lithium" en el Festival de Reading de 1992.
- Una "particular" versión de "Smells Like Teen Spirit" del show televisivo británico Top of the Pops, donde el formato "establecido" del programa requería que la banda debía simular que tocaba la música (en realidad era de la versión de estudio) mientras que Kurt cantaba. Por lo que Kurt cantó con un tono de voz grave y todos "tocaron" de una forma muy poco creíble desmontando así el formato del programa.
- Una versión de "Love Buzz" donde Cobain tuvo problemas con un guardia de seguridad del club donde la banda tocaba. Previamente a la presentación (no mostrado en el video), Kurt, borracho y furioso, rompió los altavoces con la guitarra, frustrado porque había tenido constantes problemas (los espectadores pueden ver una paleta cubriendo los altavoces, que fue añadida en caso de que Cobain decidiera golpearlos por segunda vez). Cobain no supo que los altavoces pertenecían a un amigo del hombre que cuidaba la puerta del club, Turner Van Blarcum, quien, cuando Cobain decidió lanzarse al público, decidió tomar "venganza". Cobain respondió golpeándole dos veces la cabeza al hombre, haciéndolo sangrar, él respondió con un golpe en la cara y luego una patada en el suelo, en ese instante Novoselic deja de tocar y Grohl sale de la batería para frenar al guardia.

## Lista de canciones
1. «Aneurysm» (En dos partes: 25 de noviembre de 1991, Ámsterdam, Holanda; y 23 de enero de 1993, Río de Janeiro, Brasil. Erróneamente listado de ser de la presentación el 16 de enero de 1993 en São Paulo, Brasil en el VHS)
2. «About a Girl» (31 de octubre de 1991, Seattle, Washington)
3. «Dive» (23 de enero de 1993, Río de Janeiro, Brasil. Erróneamente listado de ser de la presentación el 16 de enero de 1993 en São Paulo, Brasil en el VHS)
4. «Love Buzz» (19 de octubre de 1991, Dallas, Texas)
5. «Breed» (31 de octubre de 1991, Seattle, Washington)
6. «Smells Like Teen Spirit» (27 de noviembre de 1991, Londres - programa de televisión Top of the Pops)
7. «Negative Creep» (22 de febrero de 1992, Honolulu, Hawái)
8. «Come as You Are» (25 de noviembre de 1991, Ámsterdam, Holanda)
9. «Territorial Pissings» (6 de diciembre de 1991, Londres - programa de televisión Friday Night with Jonathan Ross / 25 de noviembre de 1991, Ámsterdam, Holanda)
10. «Something in the Way» (14 de febrero de 1992, Osaka, Japón)
11. «Lithium» (30 de agosto de 1992 - Reading Festival, Reading, Inglaterra)
12. «Drain You» (25 de noviembre de 1991, Ámsterdam, Holanda)
13. «Polly» (31 de octubre de 1991, Seattle, Washington)
14. «Sliver» (25 de noviembre de 1991, Ámsterdam, Holanda)
15. «On a Plain» (26 de junio de 1992, Roskilde Festival, Roskilde, Denmark)
16. Fragmentos de «Endless, Nameless» (31 de octubre de 1991, Seattle, Washington) (No listado)

- «Lounge Act» de Nevermind aparece en los créditos de cierre.
- Varios fragmentos de presentaciones y entrevistas aparecen en el video.

## Otros formatos
Live! Tonight! Sold Out!! también fue lanzado en formato laserdisc en los Estados Unidos y Japón. 

### Lanzamiento en DVD (2006)
Pese a que existían versiones no oficiales en DVD (hechas en Brasil), un DVD oficial fue lanzado el 6 (en Europa) y 7 de noviembre (en Estados Unidos y el resto del mundo), e incluyendo material no lanzado y mejoras en la calidad de la imagen.
El material no lanzado incluye partes de la presentación de Nirvana en el Club Paradiso de Ámsterdam el 25 de noviembre de 1991, con las canciones:
1. «School»
2. «About a Girl»
3. «Been a Son»
4. «On a Plain»
5. «Blew»

Además incluye una pista secreta: un video de la banda ensayando «On a Plain».
Hay que resaltar que la versión en DVD, a diferencia de la versión en VHS, no contiene subtítulos.